# Valerie Landsburg
Valerie Landsburg est une actrice américaine née le 12 août 1958 à New York. Elle est surtout connue pour avoir tenu le rôle de Doris Schwartz dans la série télévisée Fame. En 2001, elle a réalisé son premier album Grown Up. 

## Biographie
Valerie Landsburg est mariée depuis le 1er décembre 1984 avec James Mcvay avec qui elle a 2 enfants. 

## Filmographie

### Actrice

#### Cinéma
- 1978 : Dieu merci, c'est vendredi de Robert Klane : Frannie
- 1990 : Roxy est de retour : Miss Day Ashburn (en tant que Valerie Landsberg)
- 2001 : Rock Star : Concert After-Party Invitée (non créditée)

#### Télévision

##### Séries télévisées
- 1976 : The Kids from C.A.P.E.R. : Dunga Ginny
- 1982-1987 : Fame : Doris Schwartz
- 1986 : All Is Forgiven : Lorraine Elder
- 1986-1987 : Père et impair : Pam
- 1987 : 1st & Ten: The Championship : Anna
- 1987-1988 : Hôtel : Cheryl Dolan
- 1988 : Arabesque : Alice Brooke
- 1990 : Beverly Hills : Cathy Gerson
- 1990 : Laugh!s : Betty Adretti
- 1992-1995 : Dream On : Gina Pedalbee
- 1995 : La maison en folie : Valerie
- 2000 : TV business : Dr. Jocelyn Felt
- 2003 : Columbo : Inquisitor Editor
- 2004-2005 : Mes plus belles années : Sister Natalie
- 2005 : Nip/Tuck : Marian Berg
- 2006 : The unit - Commando d'élite : Marge
- 2006 : Windfall : Des dollars tombés du ciel : Sean's Lawyer
- 2008 : The Cleaner : Casting Director

##### Téléfilms
- 1979 : The Triangle Factory Fire Scandal : Loretta
- 1980 : Marathon : Annie
- 1989 : The Ryan White Story : Loretta
- 1990 : Babies : Andrea
- 1990 : Unspeakable Acts : Maggie Rivera
- 1993 : Le regard de la peur
- 1994 : La revanche d'une femme flic : Stacy Schoep
- 1994 : Terror in the Night : Tina
- 2000 : Bar Hopping : Agent #4
- 2009 : L'amour aux deux visages : Sheryl Jackman
- 2009 : Une seconde vie : Noreen

### Réalisatrice

#### Cinéma
- 1997 : Borrowed Life Stolen Love
- 1997 : Drawn to the Flame
- 2016 : Offer and Compromise

#### Courts-métrages
- 2012 : Trixie's Score

#### Télévision

##### Séries télévisées
- 1985 : Fame
- 1996-1999 : Women: Stories of Passion
- 2002 : The Best Sex Ever

### Productrice

#### Cinéma
- 1997 : Too Good to Be True

### Parolière

#### Séries télévisées
- 1982-1985 : Fame

### Scénariste

#### Cinéma
- 1997 : Drawn to the Flame

#### Télévision

##### Séries télévisées
- 1984 : Fame
- 1995 : La maison en folie
- Date inconnue : Women: Stories of Passion